# しなの鉄道線
しなの鉄道線（しなのてつどうせん）は、長野県北佐久郡軽井沢町の軽井沢駅から長野県長野市の篠ノ井駅までを結ぶしなの鉄道の鉄道路線である。

## 概要
元は東日本旅客鉄道（JR東日本）信越本線の一部で、1997年（平成9年）10月1日の北陸新幹線高崎駅 - 長野駅間（金沢延伸前は長野新幹線と通称）開業の際に並行在来線として経営分離された区間である。新幹線開業に伴い並行在来線を経営分離した初めての路線となった。なお、しなの鉄道は2つ目の路線として2015年（平成27年）3月14日の北陸新幹線長野駅 - 金沢駅間延伸開業時に長野駅 - 妙高高原駅間の北しなの線を開業（JRから経営分離）しているが、当路線について名称の変更はなく、案内上も変化はない。
JR時代は信濃追分以東を高崎支社、御代田以西を長野支社が管轄していた。
しなの鉄道としては自動改札機は未導入だが、乗り入れ先であるJR東日本が篠ノ井駅と長野駅に導入しているため、乗車券は磁気券で発行される。なお、並行する北陸新幹線とは異なり、SuicaなどのICカード乗車券は利用できないが軽井沢駅、小諸駅、上田駅、屋代駅に限りクレジットカード（タッチ決済も対応）で切符が購入できる。2026年春ごろを目処にSuica導入を予定している。

### 路線データ
- 管轄・路線距離（営業キロ）：
  - しなの鉄道（第一種鉄道事業者）：
    - 軽井沢 - 篠ノ井間 65.1 km

  - 日本貨物鉄道（第二種鉄道事業者）：
    - 西上田 - 篠ノ井間 20.7 km
- 軌間：1,067 mm
- 駅数：19駅（起終点駅含む）
- 複線区間：全線
- 電化区間：全線電化（直流 1,500 V）
- 閉塞方式：自動閉塞式
- 最高速度：85 km/h[1]
- 保安装置：ATS-Ps
- 運転指令所：上田指令室（CTC）

## 歴史

### 国鉄・JR時代
- 1888年（明治21年）
  - 8月15日：官設鉄道として上田駅 - 篠ノ井駅（ - 長野駅）間が開業。
  - 12月1日：軽井沢駅 - 上田駅間が開業。
- 1896年（明治29年）1月20日：田中駅 - 上田駅間に大屋駅開業。
- 1909年（明治42年）
  - 6月25日：軽井沢駅 - 御代田駅間に追分仮乗降場（現在の信濃追分駅）開業。
  - 10月12日：線路名称制定。高崎駅 - 新潟駅間を信越線とする。
- 1910年（明治43年）7月15日：軽井沢駅 - 追分駅間に沓掛駅（現在の中軽井沢駅）開業。
- 1912年（明治45年）2月11日：坂城駅 - 屋代駅間に戸倉駅開業。
- 1914年（大正3年）6月1日：信越本線に改称。
- 1920年（大正9年）6月1日：上田駅 - 坂城駅間に北塩尻駅（現在の西上田駅）開業。
- 1921年（大正10年）10月10日：御代田駅 - 小諸駅間に平原信号所開設（1922年4月に平原信号場に改称）。
- 1923年（大正12年）10月1日：追分仮乗降場を駅に変更して信濃追分駅開業、小諸駅 - 田中駅間に滋野駅開業。
- 1952年（昭和27年）1月10日：平原信号場を駅に変更して平原駅開業。
- 1956年（昭和31年）4月10日：沓掛駅を中軽井沢駅に、北塩尻駅を西上田駅に改称。
- 1963年（昭和38年）6月21日：軽井沢駅 - 篠ノ井駅（ - 長野駅）間が電化。
- 1967年（昭和42年）7月18日：軽井沢駅 - 中軽井沢駅間が複線化。
- 1968年（昭和43年）
  - 8月20日：中軽井沢駅 - 信濃追分駅間が複線化。
  - 9月6日：御代田駅 - 平原駅間が複線化。
  - 9月10日：信濃追分駅 - 御代田駅間が複線化。
  - 9月12日：西上田駅 - 坂城駅間が複線化。
  - 9月19日：小諸駅 - 滋野駅間が複線化。
- 1969年（昭和44年）9月25日：上田駅 - 西上田駅間が複線化。
- 1970年（昭和45年）
  - 7月24日：田中駅 - 大屋駅間が複線化。
  - 9月18日：滋野駅 - 田中駅間が複線化。
  - 9月27日：坂城駅 - 戸倉駅間が複線化。
- 1972年（昭和47年）9月30日：大屋駅 - 上田駅間が複線化。
- 1973年（昭和48年）10月25日：平原駅 - 小諸駅間が複線化。
- 1978年（昭和53年）9月26日：屋代駅 - 篠ノ井駅間が複線化[5]。
- 1982年（昭和57年）6月29日：戸倉駅 - 屋代駅間が複線化[6]。軽井沢 - 篠ノ井間の複線化完成。
- 1987年（昭和62年）
  - 4月1日：国鉄分割民営化に伴い東日本旅客鉄道に承継。（安中駅 - ）軽井沢駅 - 田中駅間の貨物営業を廃止し、田中駅 - 篠ノ井駅間を日本貨物鉄道が第二種鉄道事業者として承継。
  - 5月28日：地すべり対策のため小諸駅 - 滋野駅間の上り線を新線に切り替え[7]。下り線も同年7月22日に切り替え[7]。
- 1989年（昭和64年）：小諸駅 - 長野駅間で平日に「モーニングライナー」が運行開始[8]。1995年時点では毎日運転となり軽井沢 - 長野間に延長[9]。

### しなの鉄道移管後
- 1997年（平成9年）10月1日：長野新幹線（北陸新幹線の金沢延伸前の通称）の開業により、並行在来線となる軽井沢駅 - 篠ノ井駅間が東日本旅客鉄道から移管され、しなの鉄道線として開業。JR東日本線としては65.6 kmの区間であったが転換時に改キロされ、しなの鉄道線では65.1 kmとなった[10]。
- 1998年（平成10年）12月8日：移管後初のダイヤ改正。快速「しなのサンライナー」運行開始[11]。
- 1999年（平成11年）4月1日：西上田駅 - 坂城駅間にテクノさかき駅開業。
- 2001年（平成13年）
  - 2月1日：全線（軽井沢駅 - 篠ノ井駅間）でCTC導入。
  - 3月22日：屋代駅 - 篠ノ井駅間に屋代高校前駅開業。
  - 12月1日 ダイヤ改正。
- 2002年（平成14年）
  - 3月29日：大屋駅 - 上田駅間に信濃国分寺駅開業。
  - 4月1日：田中駅 - 西上田駅間の日本貨物鉄道の第二種鉄道事業廃止[12]。
  - 10月12日：L特急「あさま」復活運転。長野駅 - 軽井沢駅間を14日まで3往復（14日は直江津駅まで）する。
  - 12月1日：ダイヤ改正。夕方に快速「しなのサンセット号」運行開始。「しなのサンライナー」を「しなのサンライズ号」に改称。
- 2003年（平成15年）
  - 10月1日：ダイヤ改正。
  - 12月30日：特急「あさま」を長野駅 - 軽井沢駅間で復活運転。午前と午後の2往復。
- 2004年（平成16年）
  - 1月5日：軽井沢駅 - 小諸駅間の一部列車でワンマン運転開始。
  - 3月11日：軽井沢駅 - 小諸駅間のワンマン運転拡大[13]。
  - 3月13日：ダイヤ改正。
  - 7月：全車に液晶モニターを取り付け（1車両3台）車内広告開始。
  - 10月16日：ダイヤ改正。小諸駅 - 上田駅間の一部列車でワンマン運転開始。
  - 10月の毎週土曜日：「ぐるっと信州ときめき号」を189系で運転。JRと初の共同企画。
- 2005年（平成17年）12月10日：ダイヤ改正。
- 2007年（平成19年）3月18日：ダイヤ改正。上田駅 - 戸倉駅間の一部列車でワンマン運転開始[14]。
- 2008年（平成20年）
  - 1月21日：「ぐるっと信州ときめき号」を485系彩で運転。
  - 3月15日：ダイヤ改正。最終の時刻を最大で20分ほど繰り上げ。
  - 9月13日：旧信越本線軽井沢 - 関山間開業120周年記念事業として湘南色の169系電車を軽井沢駅 - 長野駅間で運転開始（詳細は「しなの鉄道#車両」を参照）。
- 2009年（平成21年）
  - 3月14日：戸倉駅 - 屋代駅間に千曲駅開業。同時にダイヤ改正。
  - 8月1日：自転車が持ち込めるサイクルトレイン「チャリ電」が軽井沢駅 - 上田駅間に2往復初登場。持ち込み料200円。9日まで運転。
  - 8月10日・12日：軽井沢駅 - 屋代駅間に「いろどり軽井沢号」を485系彩で運転。
- 2010年（平成22年）
  - 3月13日：ダイヤ改正。
  - 8月1日：ダイヤ改正。軽井沢駅における長野新幹線との接続改善を目指した実証運行として、軽井沢駅 - 小諸駅間で列車を増発。
  - 12月4日：ダイヤ改正。
- 2012年（平成24年）3月17日：ダイヤ改正。軽井沢 - 長野間にて「快速軽井沢号」運行開始。
- 2013年（平成25年）3月16日：ダイヤ改正。前日限りで169系電車が定期運用を離脱。戸倉駅 - 長野駅間の一部列車でワンマン運転開始。
- 2014年（平成26年）
  - 3月15日：ダイヤ改正。「快速軽井沢号」を下りが無愛称の快速に、上りが各駅に停まる普通列車に変更して廃止。
  - 7月11日：観光列車「ろくもん」が軽井沢駅 - 長野駅間にて運行開始[15]。
- 2019年（令和元年）
  - 10月12日：令和元年東日本台風（台風19号）により全線運休[16]。
  - 10月14日：軽井沢駅 - 小諸駅間で運転再開[16]。
  - 10月15日：小諸駅 - 田中駅間、上田駅 - 篠ノ井駅間で運転再開[16]。田中駅 - 上田駅間は田中駅 - 大屋駅間上空の海野バイパス海野宿橋損傷のため長期運休[17]。
  - 11月15日：全線で運転再開[18]。
- 2023年（令和5年）
  - 3月18日：ダイヤの全面見直しを実施。運行本数を大幅に減らすほか最高速度を100 kmから85 kmに引き下げ・それに伴い線路等級も引き下げ。これに伴い上田駅 - 長野駅の日中時間帯に40分間隔のパターンダイヤを導入[19][20]。
  - 6月12日：上田駅構内の電留線で入換作業中のSR1系電車が脱線。回送列車のため乗客はおらず、運転士1名にけがはなかった。この影響で田中駅 - 戸倉駅間の上下線が14日まで運休となった[21][22]。
- 2026年（令和8年）
  - 春：軽井沢‐篠ノ井駅間で交通系ICカードSuica導入予定[4]。

## 運行形態
線内の営業列車は普通・快速列車のみとなっている。人件費削減のため、しなの鉄道の115系にワンマン対応の工事を施した上で一部列車ではワンマン運転を行っている。ワンマン運転は、運賃を車内で収受せず（駅で運賃を収受する）、運転士がドアの開閉、自動放送のみを行う都市型を採用している。2004年（平成16年）1月から軽井沢駅 - 小諸駅間で開始されたのを皮切りに順次拡大され、2013年（平成25年）3月16日からは一部列車をのぞいて、JR信越本線長野駅までがワンマン運転区間となっている。

### 普通列車
おおむね1時間に1 - 2本程度運行されている。しなの鉄道線全区間を運行する軽井沢駅 - 篠ノ井駅 - 長野駅間の列車のほか、軽井沢駅 - 小諸駅間、軽井沢駅・小諸駅 - 戸倉駅間および小諸駅・上田駅・戸倉駅 - 長野駅間の区間運転列車がある。篠ノ井駅で折り返す列車の設定はなく、戸倉駅以北へ向かう列車はすべて長野駅までそのまま直通し、しなの鉄道の乗務員がJR線内も通しで乗務する。かつては小諸駅 - 長野駅間の一部列車にJR東日本所属の115系電車が使用されたが、この場合もしなの鉄道の乗務員がJR線からしなの鉄道線を通しで乗務していた。
北しなの線との間では、信越本線を経由し長野駅で列車番号を変えて妙高高原駅との間を直通する列車があり、軽井沢駅・小諸駅発がそれぞれ下り1本、上田駅行きが上り1本設定されている。このほか、小諸駅発豊野駅行きの列車が1本設定されている。
2010年（平成22年）8月から沿線自治体などからなる「しなの鉄道活性化協議会」により、沿線自治体や国からの補助金を活用して、軽井沢駅 - 小諸駅間において列車増発（上下計13本、のち14本）の実証運行が開始され、軽井沢駅での長野新幹線との接続改善等が図られた。2011年（平成23年）度末で国からの補助金は終了したものの、当該区間の輸送密度の向上に一定程度効果があったとして、2012年（平成24年）度以降も沿線自治体の補助金で増発の実証運行は継続されている。

### 快速列車
無愛称の快速列車は、2021年（令和3年）3月13日改正時点で軽井沢駅発着が下り2本・上り1本、小諸駅行きが上り1本、上田駅発着が1往復（土曜・休日運休）設定され、いずれも長野駅発着で運転されていた。停車駅は#駅一覧を参照。快速列車のうち軽井沢駅行きと上田駅行きの上り各1本は、前述の普通列車と同様に北しなの線妙高高原駅から直通運転が行われていたが、2023年3月18日のダイヤ改正で長野駅発上田駅行き快速（土曜・休日運休）を除いて全て各駅停車に変更された。
これとは別に、いわゆる通勤ライナー的性格の列車として小諸駅 - 長野駅間で途中上田駅のみ停車する「しなのサンライズ号」が1本、夕方以降に「しなのサンセット号」が上田駅発長野駅行きで1本、長野駅発上田駅行きで2本（いずれも土曜・休日は運休）運転されている。これはかつて乗車整理券制を採用していたがJR東日本183系・189系での運行終了とともに廃止された。2020年7月のSR1系への置き換え時に座席指定制となった。
2014年（平成26年）7月11日からは土曜・休日を中心に観光列車「ろくもん」が軽井沢駅 - 長野駅間で運転を開始したほか、2020年（令和2年）3月14日から土曜・休日に軽井沢駅 - 妙高高原駅間で「軽井沢リゾート号」が1往復運転されている（同年7月4日より軽井沢駅 - 長野駅間でさらにもう1往復運転されていたが、2023年3月18日のダイヤ改正で運行を終了した）。

### 貨物列車
坂城駅に隣接する油槽所への貨物列車が、平日に篠ノ井 - 坂城間に3往復（1往復は臨時列車）運行されている。JR貨物は西上田駅まで事業免許を有しているものの、2014年（平成26年）3月改正時点では西上田駅発着の定期貨物列車は設定されていない。
2008年（平成20年）3月までは、塩尻機関区篠ノ井派出の電気機関車EF64形0番台の牽引で運行されていたが、3月改正以降は高崎機関区のEH200形およびEF64形1000番台（同形式については2010年（平成22年）3月改正以降愛知機関区所属）の牽引に変更された。

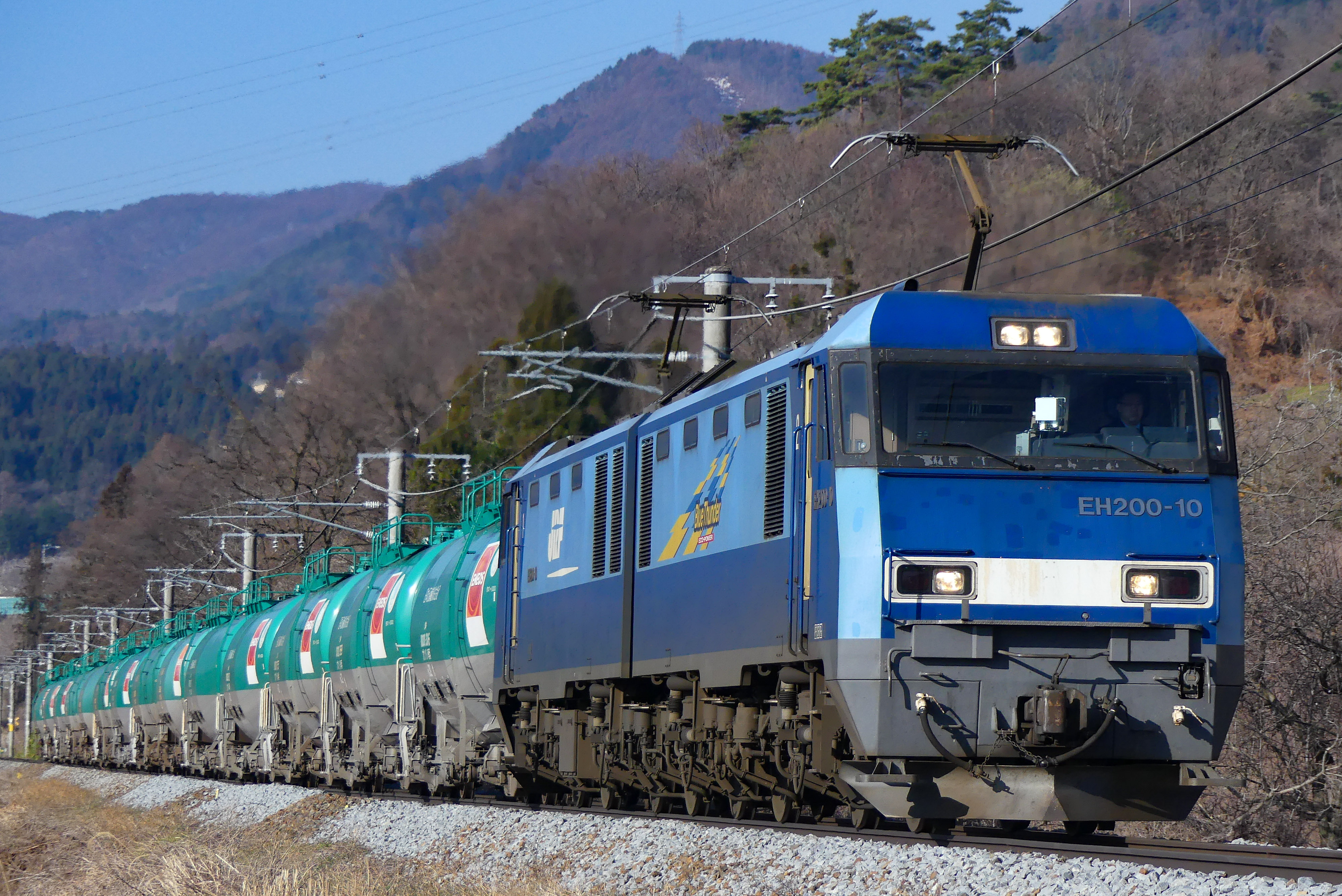
EH200形牽引の貨物列車
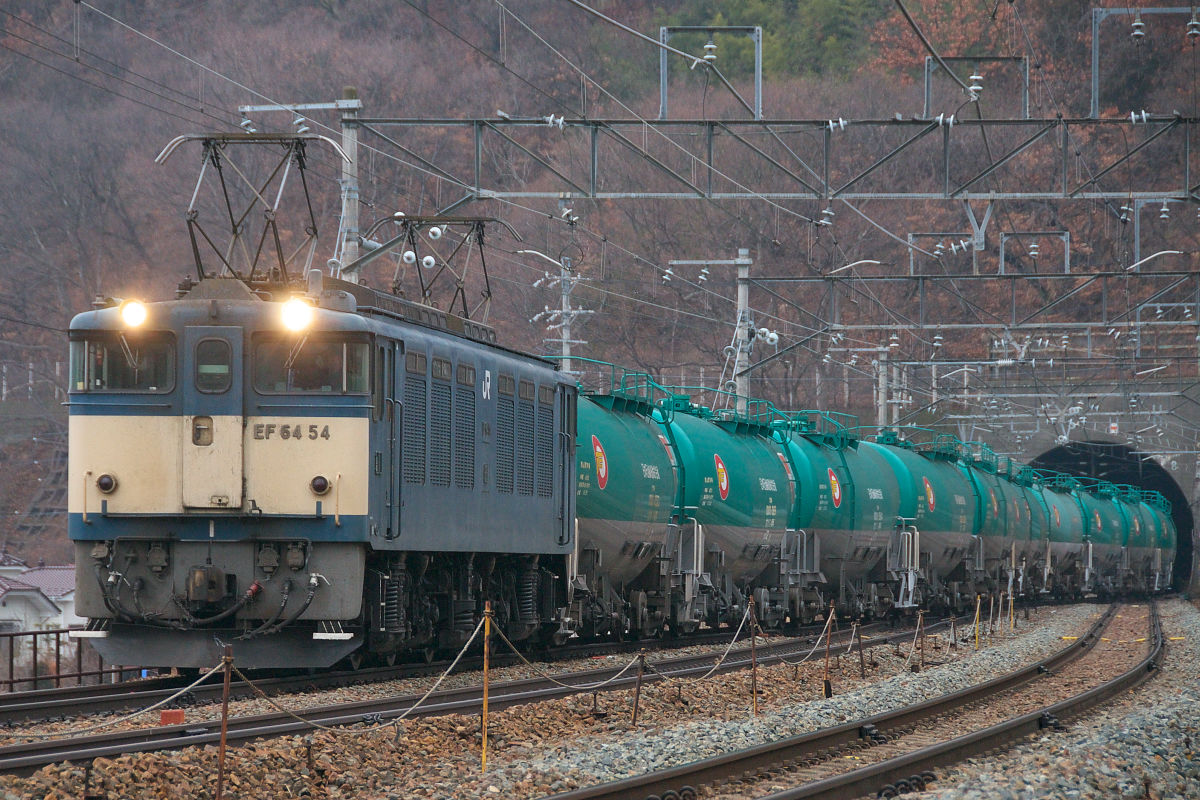
EF64形牽引の貨物列車（坂城駅）

### 過去の列車

#### 快速軽井沢号
2012年（平成24年）3月17日のダイヤ改正に伴い、長野駅 - 軽井沢駅間の直通列車が増やされた際にしなの鉄道所属の115系を使用した愛称付きの快速列車「快速軽井沢号」が1往復運行されるようになった。
停車駅は長野駅・川中島駅・篠ノ井駅・屋代駅・戸倉駅・坂城駅・上田駅・大屋駅・田中駅・小諸駅・御代田駅・信濃追分駅・中軽井沢駅・軽井沢駅であった。
しかし、 2014年（平成26年）3月15日のダイヤ改正で上りの1本が小諸駅乗換の普通列車となり、下りの1本も愛称なしの快速列車として運行されるようになったため、「軽井沢号」の愛称は廃止された。

## 使用車両
以下に示す車両は全て電車である。特記なき限りしなの鉄道所属。

### 現在の使用車両
- 115系
  - しなの鉄道線として開業時より全線で運用。普通列車および愛称のない快速列車に使用されている。また、専用編成が臨時快速「ろくもん」で使用されている。
- SR1系
  - 2020年から全線で運用。ライナー車両（100番台）が「しなのサンライズ」「しなのサンセット」「軽井沢リゾート」の3列車と間合いの普通列車で、一般車両（200・300番台）が普通列車で運用されている。

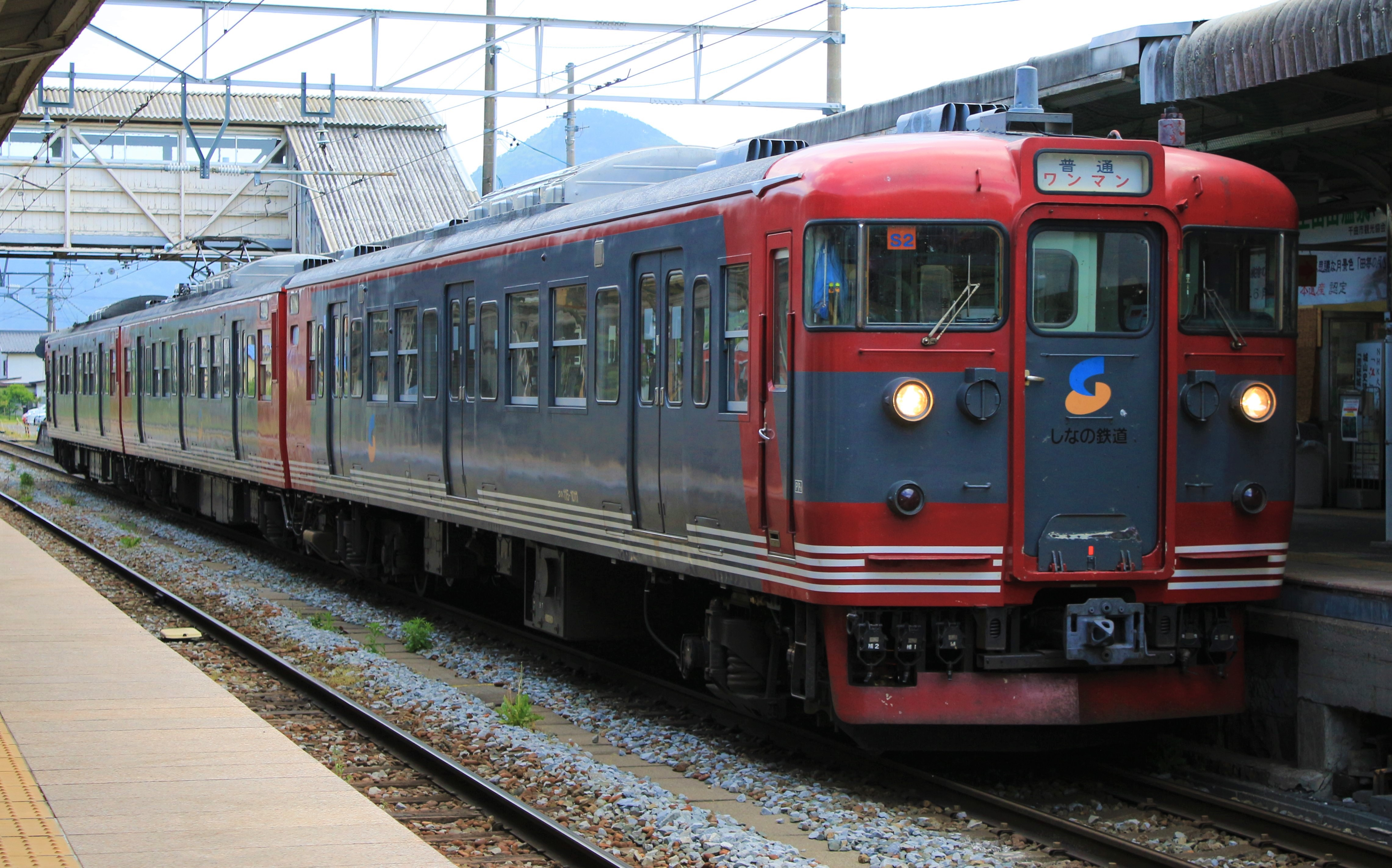
115系（2021年5月 戸倉駅）
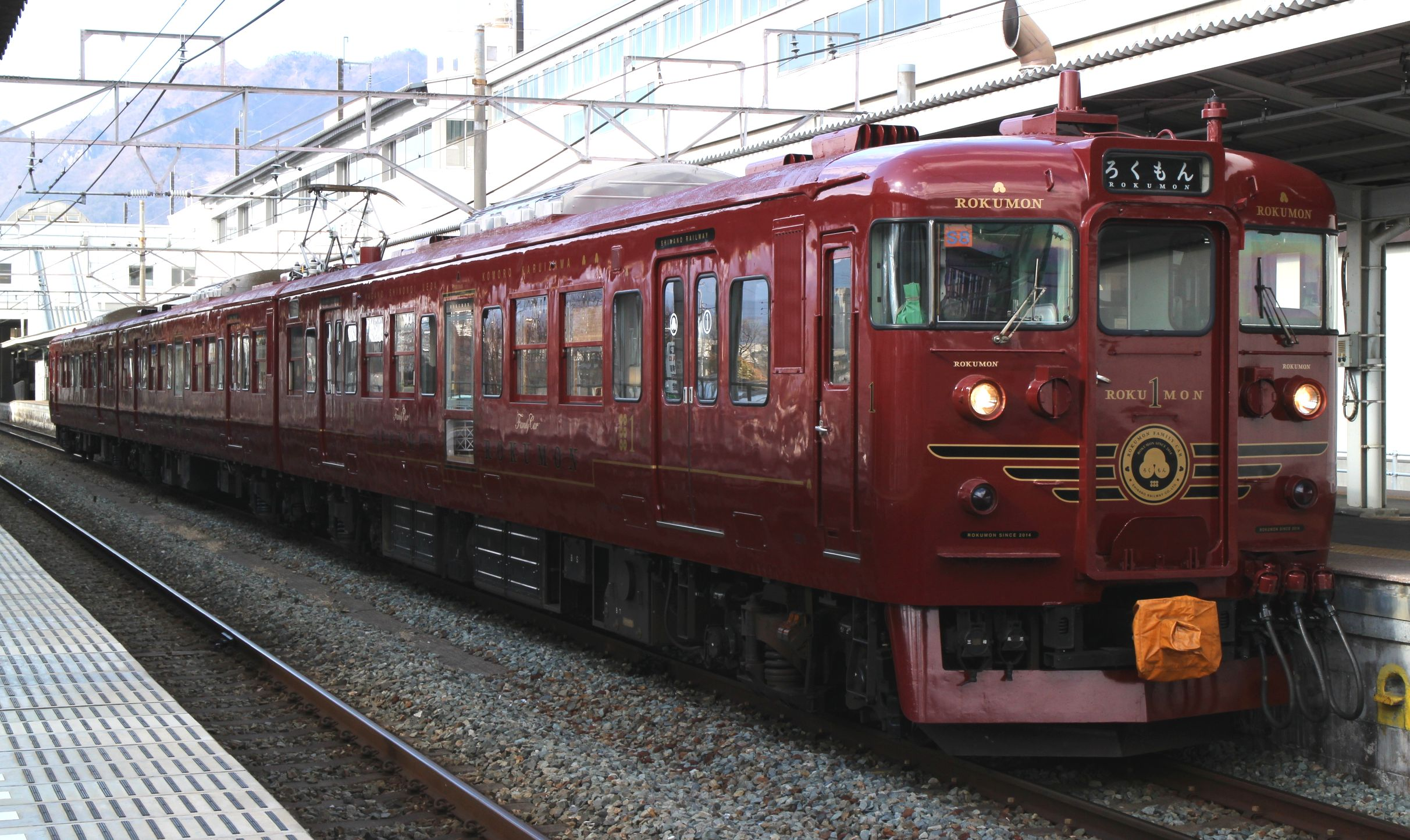
115系「ろくもん」（2015年2月 上田駅）
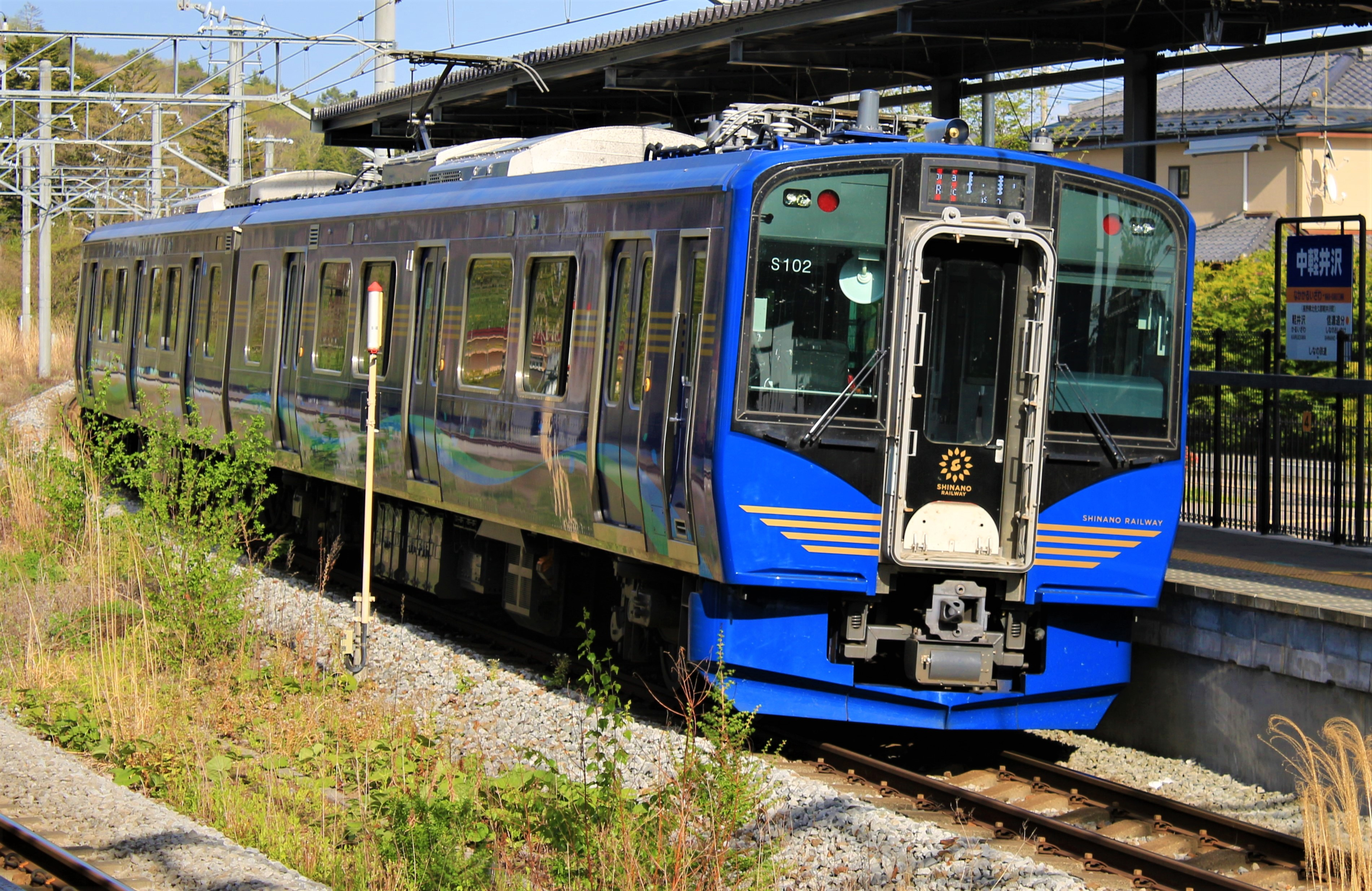
SR1系100番台（2021年5月 中軽井沢駅）
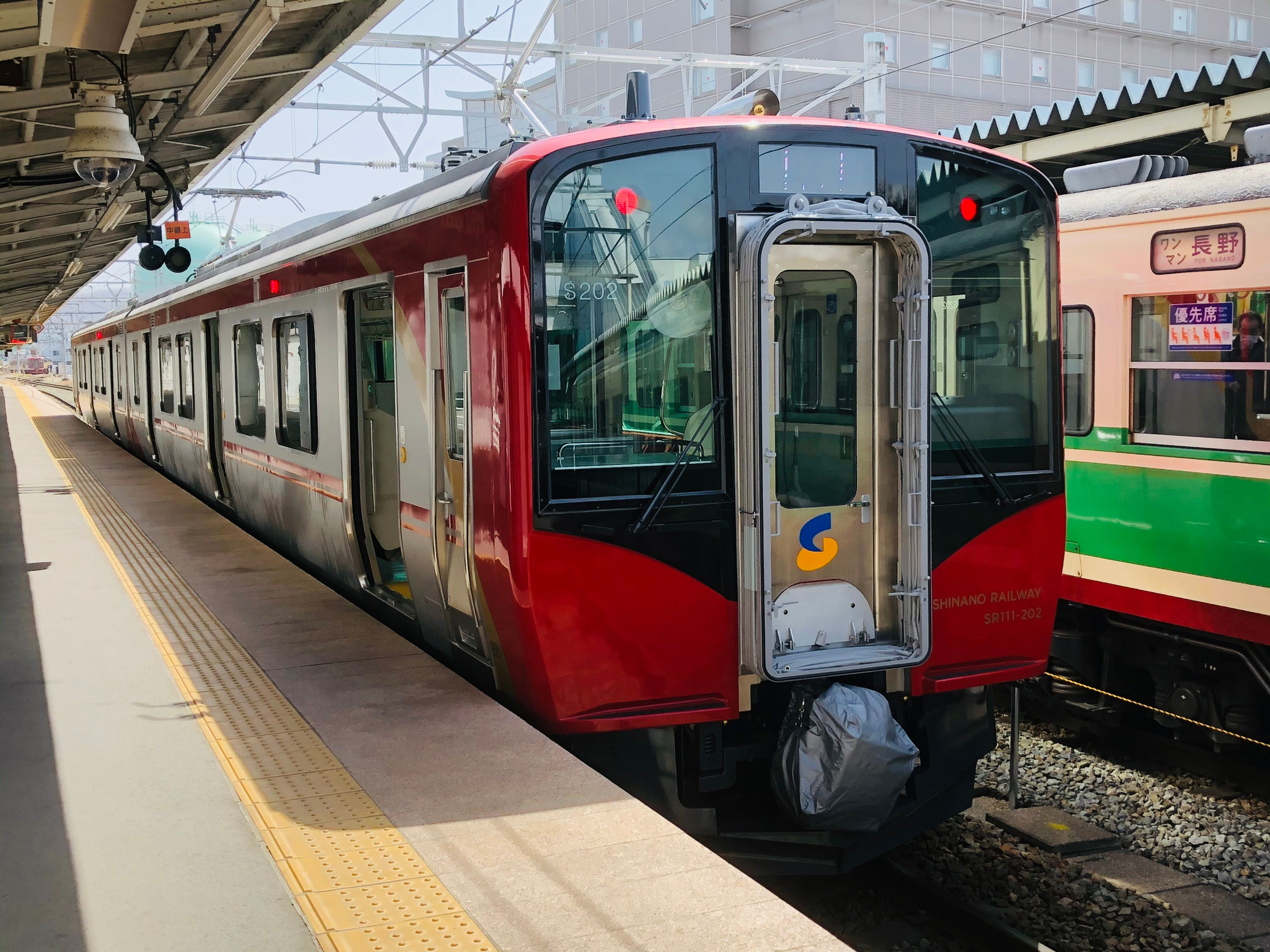
SR1系200番台（2021年3月 上田駅）
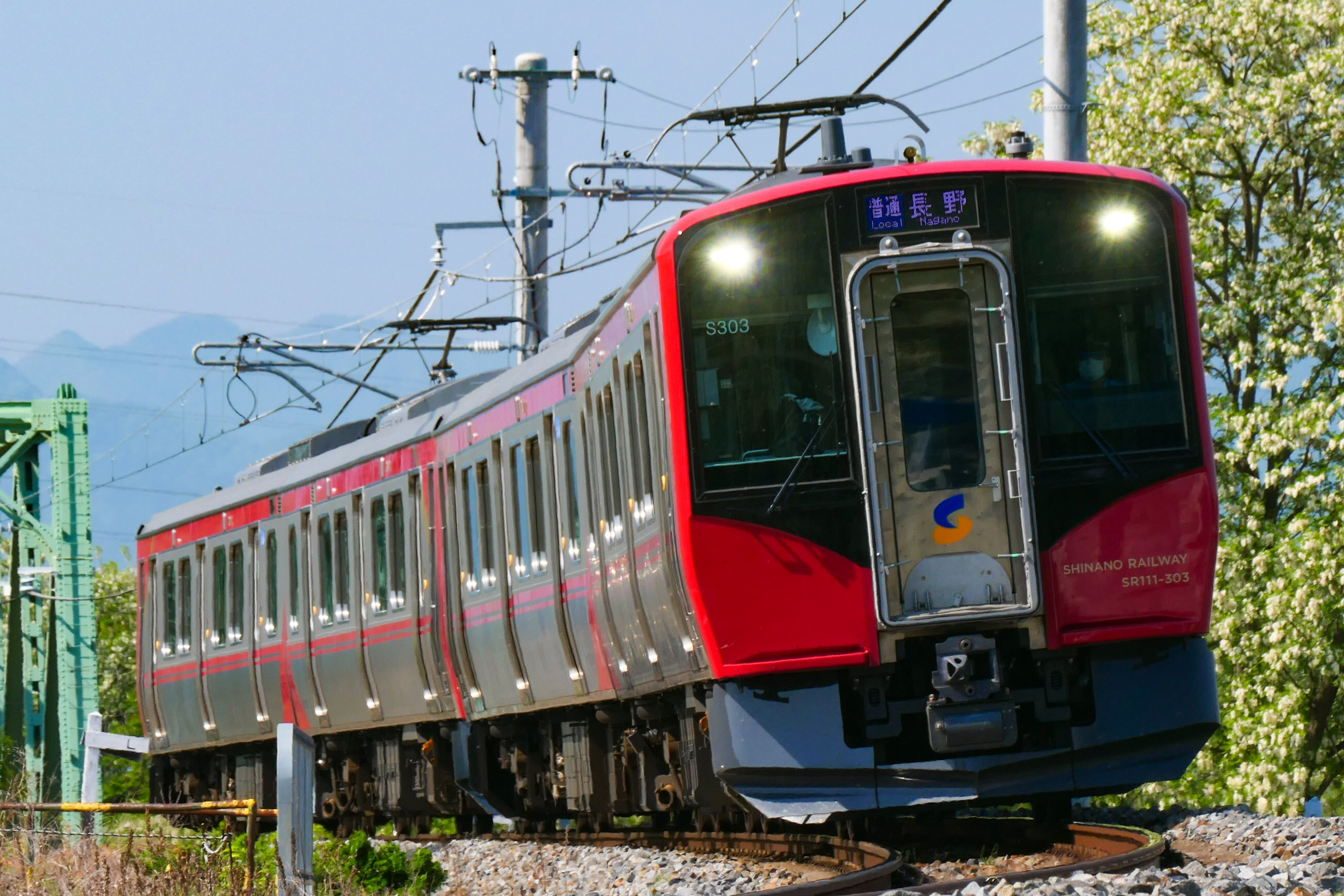
SR1系300番台（2022年5月 川中島駅 - 安茂里駅間）

### 過去の車両
- 169系
  - しなの鉄道線として開業時より運用。当初は快速「しなのサンライズ号」「しなのサンセット号」を中心に使用されていたが、保安装置の問題で2011年から本路線内の普通列車限定運用となっていた。2013年4月29日に運行を終了。坂城駅にてS51編成が静態保存されている[29]。
- 115系（JR東日本長野総合車両センター所属）
  - しなの鉄道線として開業時から篠ノ井 - 小諸間で運用されていた。2015年3月13日をもってしなの鉄道線での運行を終了した。
- 183系・189系（JR東日本長野総合車両センター所属）
  - 169系に代わり、2011年から快速「しなのサンライズ号」「しなのサンセット号」および間合いの普通列車として篠ノ井 - 小諸間で使用されていた。2015年3月13日に運行を終了した。

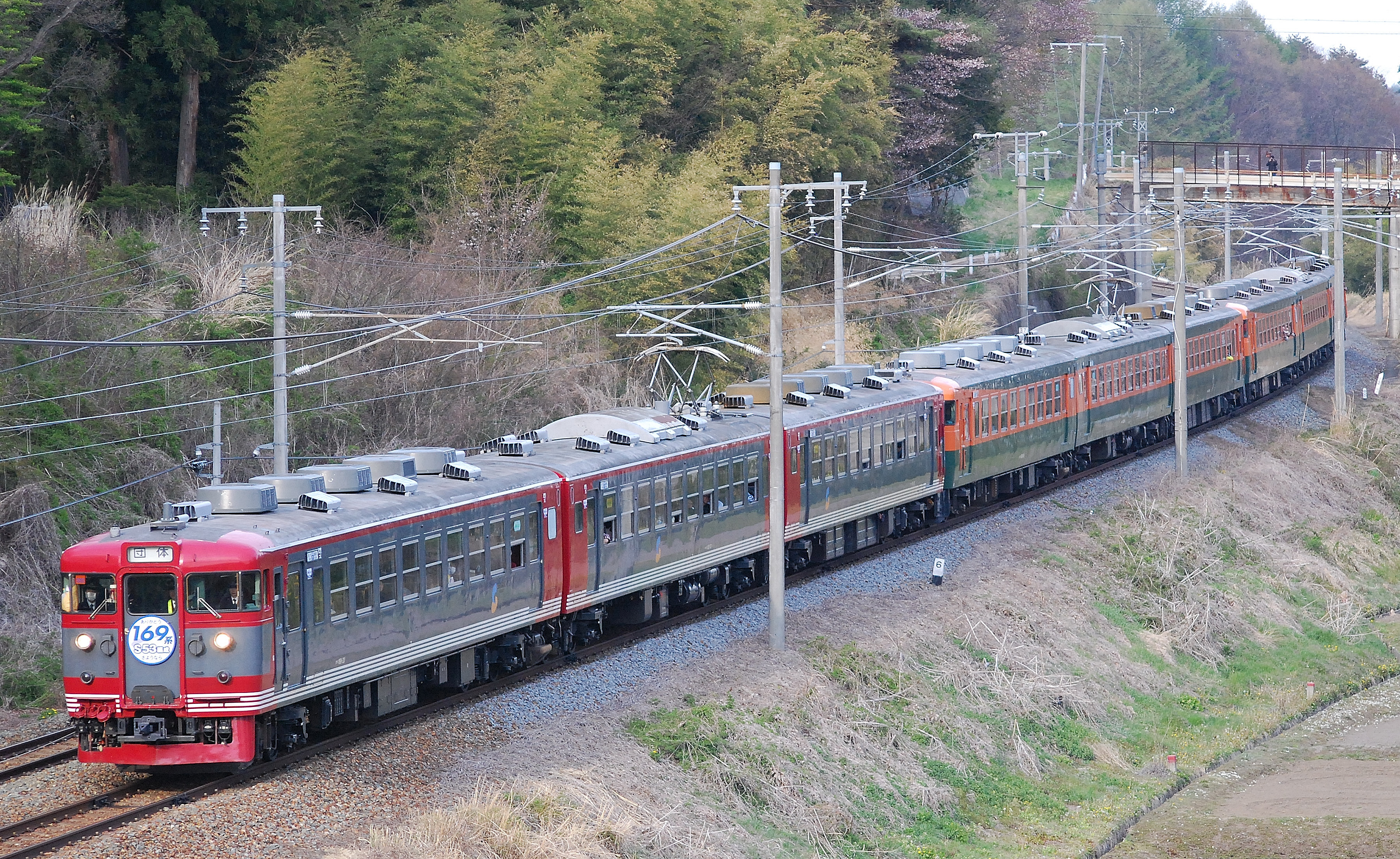
169系（2013年4月）
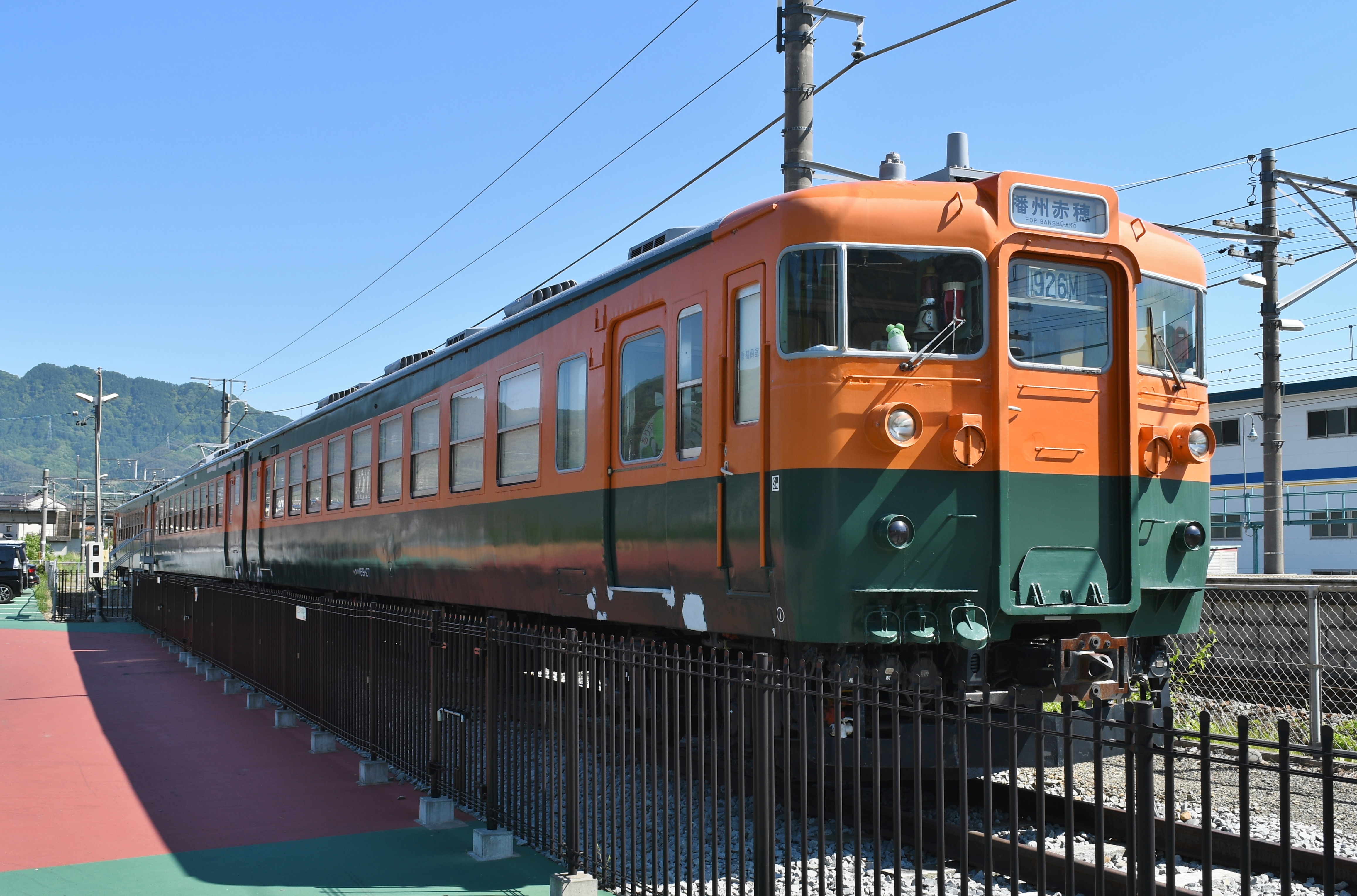
坂城駅にて保存されている169系S51編成（2022年5月）
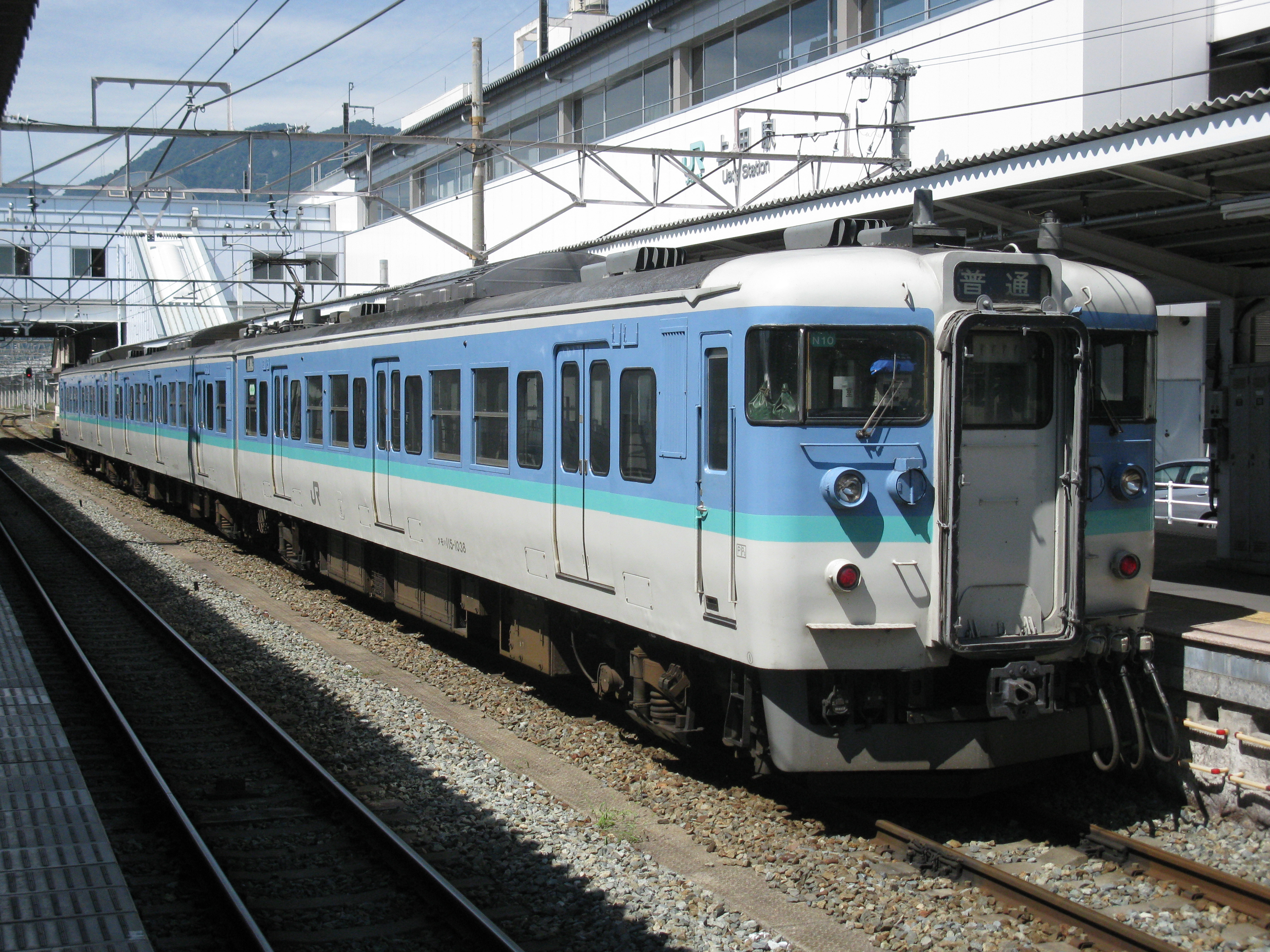
JR東日本115系（2011年9月 上田駅）
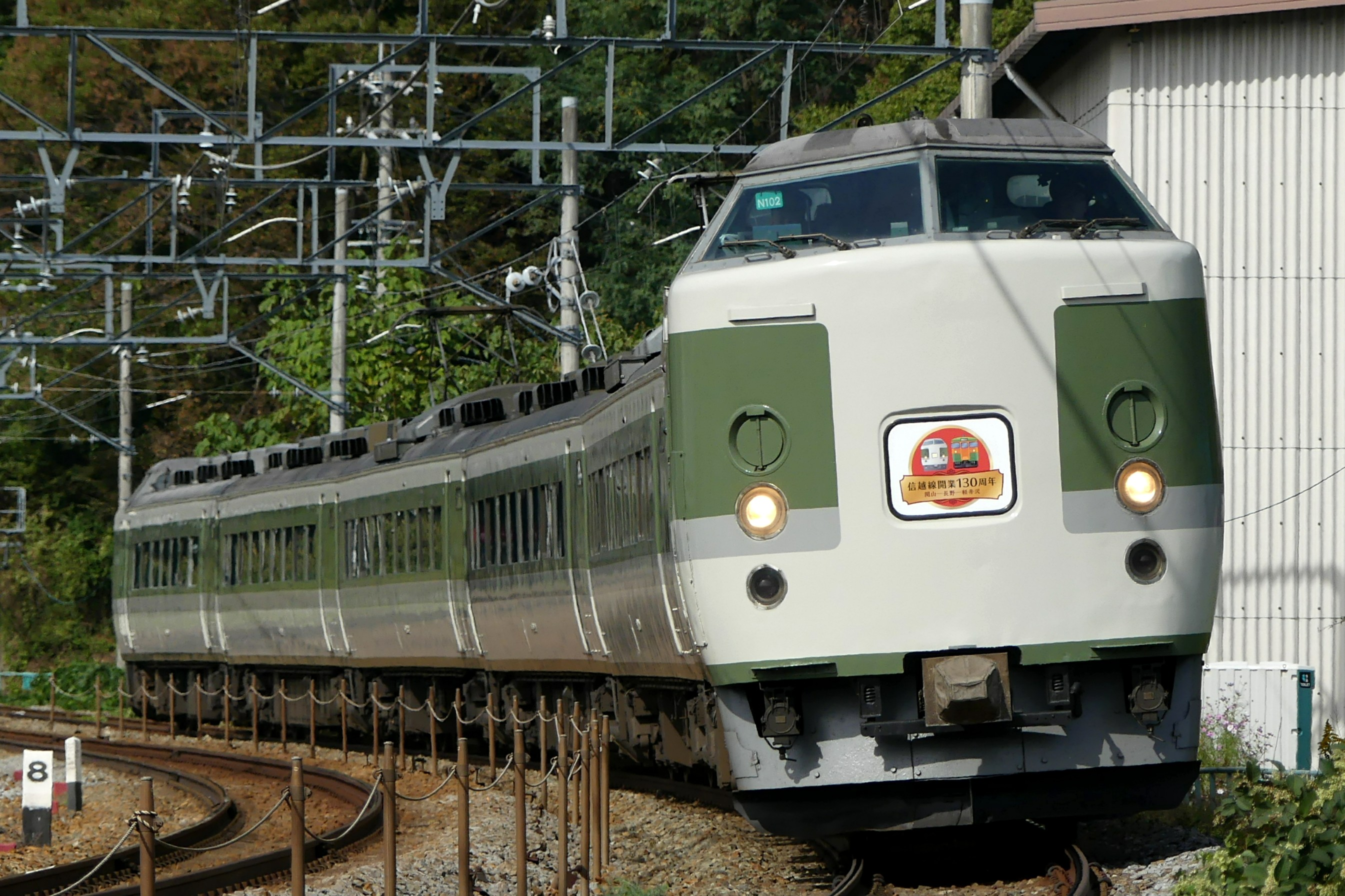
JR東日本189系（2018年10月 戸倉駅 - 坂城駅間）

## 駅一覧
篠ノ井駅を経由するすべての列車がJR信越本線長野駅まで乗り入れる。そのため、JR信越本線篠ノ井駅 - 長野駅間も併記している。
- 高崎からの営業キロは、しなの鉄道移管前のJR東日本時代の1997年3月時点の値。移管時にキロ程が改定されており、現行のキロ程と異なる区間がある（表下の注記を参照）。()はしなの鉄道移管前の1997年3月当時未開業。
- ◆・◇：JR貨物による貨物取扱駅（◇は定期貨物列車の発着なし）
- 停車駅
  - 普通…すべての駅に停車
  - 快速、快速「ろくもん」・「軽井沢リゾート号」・「しなのサンライズ号」・「しなのサンセット号」[注 3]…●印の駅は全列車停車、▲印の駅は一部列車が停車、｜・↓印の駅は全列車通過（↓は矢印の方向のみ運転）
- 全駅長野県内に所在。
- 標高の単位は m（メートル）

| 運営会社       | 路線名       | 駅番号 | 駅名           | 営業キロ | 営業キロ    | 営業キロ  | 標高  | 快速 | ろくもん | 軽井沢リゾート号 | しなのサンライズ号 | しなのサンセット号 | 接続路線                                                                            | 所在地        | 所在地        |
| 運営会社       | 路線名       | 駅番号 | 駅名           | 駅間     | 累計        | 累計      | 標高  | 快速 | ろくもん | 軽井沢リゾート号 | しなのサンライズ号 | しなのサンセット号 | 接続路線                                                                            | 所在地        | 所在地        |
| 運営会社       | 路線名       | 駅番号 | 駅名           | 駅間     | 軽井沢 から | 高崎 から | 標高  | 快速 | ろくもん | 軽井沢リゾート号 | しなのサンライズ号 | しなのサンセット号 | 接続路線                                                                            | 所在地        | 所在地        |
| -------------- | ------------ | ------ | -------------- | -------- | ----------- | --------- | ----- | ---- | -------- | ---------------- | ------------------ | ------------------ | ----------------------------------------------------------------------------------- | ------------- | ------------- |
| しなの鉄道     | しなの鉄道線 | -      | 軽井沢駅       | -        | 0.0         | 40.9      | 939   | ●    | ●        | ●                |                    |                    | 東日本旅客鉄道： 北陸新幹線                                                         | 北佐久郡      | 軽井沢町      |
| しなの鉄道     | しなの鉄道線 | -      | 中軽井沢駅     | 4.0      | 4.0         | 44.9      | 938   | ●    | ●        | ▲                |                    |                    |                                                                                     | 北佐久郡      | 軽井沢町      |
| しなの鉄道     | しなの鉄道線 | -      | 信濃追分駅     | 3.2      | 7.2         | 48.0      | 956   | ●    | ●        | ｜               |                    |                    |                                                                                     | 北佐久郡      | 軽井沢町      |
| しなの鉄道     | しなの鉄道線 | -      | 御代田駅       | 6.0      | 13.2        | 53.9      | 819   | ●    | ｜       | ▲                |                    |                    |                                                                                     | 北佐久郡      | 御代田町      |
| しなの鉄道     | しなの鉄道線 | -      | 平原駅         | 5.1      | 18.3        | 59.6      | 706   | ｜   | ｜       | ｜               |                    |                    |                                                                                     | 小諸市        | 小諸市        |
| しなの鉄道     | しなの鉄道線 | -      | 小諸駅         | 3.7      | 22.0        | 63.3      | 663.0 | ●    | ●        | ▲                | ●                  |                    | 東日本旅客鉄道：■小海線                                                             | 小諸市        | 小諸市        |
| しなの鉄道     | しなの鉄道線 | -      | 滋野駅         | 5.9      | 27.9        | 69.2      | 563   | ｜   | ｜       | ｜               | ●                  |                    |                                                                                     | 東御市        | 東御市        |
| しなの鉄道     | しなの鉄道線 | -      | 田中駅         | 3.4      | 31.3        | 72.6      | 512   | ●    | ●        | ▲                | ●                  |                    |                                                                                     | 東御市        | 東御市        |
| しなの鉄道     | しなの鉄道線 | -      | 大屋駅         | 3.4      | 34.7        | 76.1      | 482   | ●    | ｜       | ｜               | ●                  |                    |                                                                                     | 上田市        | 上田市        |
| しなの鉄道     | しなの鉄道線 | -      | 信濃国分寺駅   | 2.4      | 37.1        | (78.5)    | 467   | ｜   | ｜       | ｜               | ●                  |                    |                                                                                     | 上田市        | 上田市        |
| しなの鉄道     | しなの鉄道線 | -      | 上田駅         | 2.9      | 40.0        | 81.3      | 446   | ●    | ●        | ●                | ●                  | ●                  | 東日本旅客鉄道： 北陸新幹線 上田電鉄：■別所線（BE01）                               | 上田市        | 上田市        |
| しなの鉄道     | しなの鉄道線 | -      | 西上田駅◇      | 4.4      | 44.4        | 85.7      | 421   | ｜   | ｜       | ｜               | ↓                  | ｜                 |                                                                                     | 上田市        | 上田市        |
| しなの鉄道     | しなの鉄道線 | -      | テクノさかき駅 | 3.5      | 47.9        | (89.2)    | 410   | ｜   | ｜       | ｜               | ↓                  | ｜                 |                                                                                     | 埴科郡 坂城町 | 埴科郡 坂城町 |
| しなの鉄道     | しなの鉄道線 | -      | 坂城駅◆        | 2.5      | 50.4        | 91.7      | 396   | ▲    | ｜       | ▲                | ↓                  | ｜                 |                                                                                     | 埴科郡 坂城町 | 埴科郡 坂城町 |
| しなの鉄道     | しなの鉄道線 | -      | 戸倉駅         | 4.5      | 54.9        | 96.3      | 376   | ●    | ●        | ●                | ↓                  | ｜                 |                                                                                     | 千曲市        | 千曲市        |
| しなの鉄道     | しなの鉄道線 | -      | 千曲駅         | 2.2      | 57.1        | (98.5)    | 369   | ｜   | ｜       | ｜               | ↓                  | ｜                 |                                                                                     | 千曲市        | 千曲市        |
| しなの鉄道     | しなの鉄道線 | -      | 屋代駅◇        | 2.8      | 59.9        | 101.3     | 361   | ●    | ●        | ｜               | ↓                  | ｜                 |                                                                                     | 千曲市        | 千曲市        |
| しなの鉄道     | しなの鉄道線 | -      | 屋代高校前駅   | 1.9      | 61.8        | (103.2)   | 357   | ｜   | ｜       | ｜               | ↓                  | ｜                 |                                                                                     | 千曲市        | 千曲市        |
| しなの鉄道     | しなの鉄道線 | SE09   | 篠ノ井駅       | 3.3      | 65.1        | 106.5     | 356.2 | ●    | ｜       | ｜               | ↓                  | ｜                 | 東日本旅客鉄道： 篠ノ井線（SN15）                                                   | 長野市        | 長野市        |
| 東日本旅客鉄道 | 信越本線     | SE09   | 篠ノ井駅       | 3.3      | 65.1        | 106.5     | 356.2 | ●    | ｜       | ｜               | ↓                  | ｜                 | 東日本旅客鉄道： 篠ノ井線（SN15）                                                   | 長野市        | 長野市        |
| 東日本旅客鉄道 | 信越本線     | SE10   | 今井駅         | 2.1      | 67.2        | (108.6)   | 359.0 | ｜   | ｜       | ｜               | ↓                  | ｜                 |                                                                                     | 長野市        | 長野市        |
| 東日本旅客鉄道 | 信越本線     | SE11   | 川中島駅◇      | 2.2      | 69.4        | 110.8     | 362.4 | ●    | ｜       | ｜               | ↓                  | ｜                 |                                                                                     | 長野市        | 長野市        |
| 東日本旅客鉄道 | 信越本線     | SE12   | 安茂里駅       | 2.1      | 71.5        | 112.9     | 360.3 | ｜   | ｜       | ｜               | ↓                  | ｜                 |                                                                                     | 長野市        | 長野市        |
| 東日本旅客鉄道 | 信越本線     | SE13   | 長野駅◇        | 2.9      | 74.4        | 115.8     | 360.5 | ●    | ●        | ●                | ●                  | ●                  | しなの鉄道：■北しなの線 東日本旅客鉄道： 北陸新幹線・■飯山線 長野電鉄：■長野線 (N1) | 長野市        | 長野市        |

1. 1 2  JR篠ノ井線から直通する一部の列車は通過する（しなの鉄道線の列車は全て停車）。
2. ↑  飯山線の路線の起点は豊野駅だが、運転系統上は全列車長野駅まで乗り入れる。

- 御代田 - 平原間では途中で佐久市を通過するが駅は存在しない。
- JR東日本の時には軽井沢 - 篠ノ井間は65.6 kmであったが転換時に改キロされ、しなの鉄道線としては65.1 kmとなった。駅間距離が変わった区間は、中軽井沢 - 信濃追分（3.1 km→3.2 km）、信濃追分 - 御代田（5.9 km→6.0 km）、御代田 - 平原（5.7 km→5.1 km）、田中 - 大屋（3.5 km→3.4 km）、大屋 - 上田（5.2 km→5.3 km）、坂城 - 戸倉（4.6 km→4.5 km）となっている[30]。
- 無人駅は信濃追分駅、平原駅、滋野駅、信濃国分寺駅、テクノさかき駅、千曲駅で、他は業務委託駅・簡易委託駅・直営駅（社員配置駅）で有人駅になっている。
- 軽井沢駅、小諸駅、上田駅、戸倉駅、屋代駅、篠ノ井駅、長野駅ではJR東日本と同じ発車メロディが流れる（軽井沢駅ではカンノ製、小諸駅・屋代駅・戸倉駅ではGK製、上田駅では東洋メディアリンクス製の発車メロディを使用）。また、屋代
- 高校前駅、坂城駅、西上田駅、大屋駅、田中駅、御代田駅には発車ベルが設置されている。
- 大屋駅、坂城駅、屋代高校前駅は土休日のみ無人駅となる。

### 過去の接続路線
- 軽井沢駅：
  - 碓氷馬車鉄道 - 1893年4月1日廃止。
  - 草軽電気鉄道（新軽井沢駅） - 1960年4月25日部分廃止。
- 小諸駅：布引電気鉄道 - 1934年6月18日休止、1936年10月28日廃止。
- 大屋駅：上田丸子電鉄丸子線 - 1969年4月16日廃止。
- 上田駅：上田交通真田傍陽線 - 1972年4月20日廃止。
- 上田駅：上田温泉電軌青木線 - 1938年7月25日廃止。
- 屋代駅：長野電鉄屋代線 - 2012年4月1日廃止。

## 利用状況

### 輸送実績
しなの鉄道線の輸送実績を下表に記す。
表中、最高値を赤色で、最高値を記録した年度以降の最低値を青色で、最高値を記録した年度以前の最低値を緑色で表記している。
| 年度別輸送実績     | 年度別輸送実績             | 年度別輸送実績             | 年度別輸送実績             | 年度別輸送実績             | 年度別輸送実績 | 年度別輸送実績               |
| 年 度              | 輸送実績（乗車人員）：万人 | 輸送実績（乗車人員）：万人 | 輸送実績（乗車人員）：万人 | 輸送実績（乗車人員）：万人 | 輸送密度 人/日 | 特記事項                     |
| ------------------ | -------------------------- | -------------------------- | -------------------------- | -------------------------- | -------------- | ---------------------------- |
| 年 度              | 通勤定期                   | 通学定期                   | 定期外                     | 合計                       | 輸送密度 人/日 | 特記事項                     |
| 1997年（平成9年）  | 201.1                      | 214.0                      | 232.0                      | 647.1                      | 9,494          | 東日本旅客鉄道から移管・開業 |
| 1998年（平成10年） | 375.7                      | 444.2                      | 415.2                      | 1235.1                     | 8,780          |                              |
| 1999年（平成11年） | 370.8                      | 443.2                      | 400.2                      | 1214.2                     | 8,522          | テクノさかき駅開業           |
| 2000年（平成12年） | 360.9                      | 437.4                      | 387.2                      | 1185.5                     | 8,377          | 屋代高校前駅開業             |
| 2001年（平成13年） | 348.9                      | 442.7                      | 372.1                      | 1163.7                     | 8,164          | 信濃国分寺駅開業             |
| 2002年（平成14年） | 338.3                      | 447.9                      | 366.7                      | 1152.9                     | 7,939          |                              |
| 2003年（平成15年） | 323.4                      | 430.8                      | 371.0                      | 1125.2                     | 7,767          |                              |
| 2004年（平成16年） | 315.5                      | 429.5                      | 351.3                      | 1096.3                     | 7,598          |                              |
| 2005年（平成17年） | 305.2                      | 436.2                      | 344.9                      | 1086.3                     | 7,472          |                              |
| 2006年（平成18年） |                            |                            |                            | 1078.0                     |                |                              |
| 2007年（平成19年） |                            |                            |                            | 1067.2                     |                |                              |
| 2008年（平成20年） |                            |                            |                            | 1044.3                     |                |                              |
| 2009年（平成21年） | 305.6                      | 409.4                      | 306.6                      | 1021.6                     | 7,002          |                              |
| 2010年（平成22年） |                            |                            |                            | 997.9                      |                |                              |
| 2011年（平成23年） | 299.7                      | 410.1                      | 294.3                      | 1004.1                     |                |                              |
| 2012年（平成24年） | 294.8                      | 417.6                      | 295.0                      | 1007.4                     | 6,766          |                              |
| 2013年（平成25年） | 300.0                      | 438.3                      | 299.1                      | 1037.4                     | 6,939          |                              |
| 2014年（平成26年） | 299.4                      | 408.2                      | 298.1                      | 1005.7                     | 6,693          |                              |
| 2015年（平成27年） | 290.4                      | 420.2                      | 307.5                      | 1018.1                     | 6,708          |                              |
| 2016年（平成28年） | 284.5                      | 417.1                      | 306.8                      | 1008.4                     | 6,698          |                              |
| 2017年（平成29年） | 303.4                      | 423.0                      | 311.1                      | 1037.5                     | 6,901          |                              |
| 2018年（平成30年） | 302.4                      | 418.1                      | 315.7                      | 1036.2                     | 6,896          |                              |
| 2019年（令和元年） | 300.9                      | 397.0                      | 287.1                      | 985.0                      |                |                              |
| 2020年（令和2年）  | 258.9                      | 314.0                      | 151.7                      | 724.6                      |                |                              |
| 2021年（令和3年）  | 268.5                      | 358.1                      | 175.2                      | 801.8                      |                |                              |
| 2022年（令和4年）  | 269.5                      | 361.7                      | 225.7                      | 856.9                      |                |                              |

管内鉄軌道事業者輸送実績（国土交通省北陸信越運輸局）と鉄道統計年報（国土交通省鉄道局監修）より抜粋 

### 収入実績
しなの鉄道線の近年の収入実績を下表に記す。
表中、収入の単位は千円。数値は年度での値。表中、最高値を赤色で、最高値を記録した年度以降の最低値を青色で、最高値を記録した年度以前の最低値を緑色で表記している。
| 年度別収入実績     | 年度別収入実績          | 年度別収入実績          | 年度別収入実績          | 年度別収入実績          | 年度別収入実績          | 年度別収入実績                 | 年度別収入実績     | 年度別収入実績   |
| 年度               | 旅客運賃収入：千円/年度 | 旅客運賃収入：千円/年度 | 旅客運賃収入：千円/年度 | 旅客運賃収入：千円/年度 | 旅客運賃収入：千円/年度 | 鉄道線路 使用料収入 千円／年度 | 運輸雑収 千円/年度 | 総合計 千円/年度 |
| ------------------ | ----------------------- | ----------------------- | ----------------------- | ----------------------- | ----------------------- | ------------------------------ | ------------------ | ---------------- |
| 年度               | 通勤定期                | 通学定期                | 定期外                  | 手小荷物                | 合計                    | 鉄道線路 使用料収入 千円／年度 | 運輸雑収 千円/年度 | 総合計 千円/年度 |
| 1997年（平成9年）  | 292,260                 | 158,208                 | 744,691                 | 0                       | 1,195,159               | 21,274                         | 165,172            | 1,381,605        |
| 1998年（平成10年） | 537,566                 | 326,838                 | 1,338,529               | 0                       | 2,202,933               | 31,291                         | 424,765            | 2,658,989        |
| 1999年（平成11年） | 528,204                 | 326,086                 | 1,272,973               | 0                       | 2,127,263               | 30,857                         | 484,975            | 2,643,095        |
| 2000年（平成12年） | 518,683                 | 321,119                 | 1,257,011               | 0                       | 2,096,813               | 30,268                         | 413,768            | 2,540,849        |
| 2001年（平成13年） | 544,057                 | 354,935                 | 1,311,893               | 0                       | 2,210,885               | 27,867                         | 486,243            | 2,724,995        |
| 2002年（平成14年） | 554,230                 | 381,918                 | 1,273,334               | 0                       | 2,209,482               | 21,713                         | 432,232            | 2,663,427        |
| 2003年（平成15年） | 609,501                 | 457,710                 | 1,286,167               | 0                       | 2,353,378               | 21,534                         | 486,544            | 2,861,456        |
| 2004年（平成16年） | 597,980                 | 458,479                 | 1,218,126               | 0                       | 2,274,585               | 20,876                         | 422,358            | 2,717,819        |
| 2005年（平成17年） | 570,027                 | 465,015                 | 1,187,073               | 0                       | 2,222,115               | 31,263                         | 428,788            | 2,682,166        |
| 2006年（平成18年） |                         |                         |                         |                         |                         |                                |                    |                  |
| 2007年（平成19年） |                         |                         |                         |                         |                         |                                |                    |                  |
| 2008年（平成20年） |                         |                         |                         |                         |                         |                                |                    |                  |
| 2009年（平成21年） | 656,160                 | 488,816                 | 1,180,711               | 0                       | 2,325,687               | 33,028                         | 475,851            | 2,834,566        |

鉄道統計年報（国土交通省鉄道局監修）より抜粋